# 埃莉萨·德阿尔梅达
埃莉萨·弗洛尔·德阿尔梅达（法語：Élisa Flore de Almeida；1998年1月11日—），法国女子职业足球运动员，司职后卫，目前效力于巴黎圣日耳曼足球俱乐部和法国国家女子足球队。她曾代表法国参加2024年夏季奥林匹克运动会女子足球比赛。